# Clase (canal de televisión)
Clase, estilizado como cl@se, fue un canal de televisión por suscripción educativo y multimedia para América Latina, enfocado a alumnos de primaria y secundaria, maestros y padres, como un apoyo a la educación, reforzando lo aprendido en cada uno de los rubros a los que estaban dirigidos, con programas de entretenimiento en materia educativa las 24 horas del día en español y portugués.

## Historia
Clase fue fundado y presentado en noviembre de 1996 por Galaxy Latin America (el consorcio dueño y operador de DirecTV en Latinoamérica, formado por cuatro empresas: Tevecap de Grupo Abril, la mexicana MVS, Cisneros Television Group y la accionista mayoritaria, Hughes Electronics) como el primer canal de televisión educativo del continente, que ofrecía una programación diversa en temas como: ciencias, matemáticas, arte, culturas, idiomas e historia. El canal fue lanzado exclusivamente para el servicio de televisión satelital DirecTV, aunque más adelante fue agregándose paulatinamente a otros cableoperadores.
El 14 de abril de 1999, el canal fue relanzado por Cisneros Television Group con impulso de la Fundación Cisneros, con sede en Venezuela, rediseñado especialmente para ser visto en las escuelas, pasando a formar parte del portafolio de canales propios de Cisneros Television Group, el cual en el año 2000 pasó a ser Claxson Interactive Group.
En enero de 2003, Claxson vendió el canal a Organización Cisneros, pero se mantuvo de forma provisoria en el área de distribución y operaciones hasta junio de 2004. El canal siguió siendo operado y representado por Organización Cisneros con apoyo de la Fundación Cisneros.
El canal finalmente cesó sus transmisiones de manera repentina y silenciosa el 31 de diciembre de 2012. Su único eslogan fue «La aventura del saber».

## Perfil
La señal recurría a los recursos multifacéticos del Grupo Cisneros, especialmente a sus tecnologías de medios, para crear programas innovadores y asociaciones que se centraban en la educación, la cultura, el medio ambiente y los servicios comunitarios y humanitarios. Aprovechando las plataformas de los distintos medios, Clase ofrecía a maestros y profesores materiales de apoyo en línea y guías educativas a través de su página web, que hacían que la programación en el aire constituya una parte útil de cualquier programa de estudios. De igual forma también con telecursos, guías didácticas y acceso a programación exclusiva de calidad instructiva especializada en el aprendizaje de lenguas extranjeras.
El objetivo del servicio multimedia era hacer un aporte concreto a la educación en la región latinoamericana a través de un servicio educativo que enriqueciera la experiencia de aprendizaje de niños y jóvenes entre los 6 y 18 años.
Clase aportaba al público contenido que reforzaba el aprendizaje formal. Ofrecía una programación que combinaba animación, acción en vivo y un paquete gráfico para poner a disposición tanto de niños como de adultos una amplia variedad de contenido educativo.
Durante la programación, el canal emitía cortos entre publicidades, estos eran presentados por carismáticos jóvenes: Luke, Zhandra, Valentina, Victor, Coqui, entre otros, los cuales estaban a cargo de anunciar parte de los programas que transmitía la señal con creativas situaciones.

## Programación
- A Futuro (Futures)
- Animales Asombrosos (Amazing Animals)
- Aprende con Gogo (Gogo's Adventure with English)
- Arte 21
- Arte en tus manos
- Atención: Adolescentes a bordo (Teen Angels)
- Atención: Niños a bordo (Little Angels)
- Bill El Científico (Bill Nye the Science Guy)
- Brigada Enterada (Standard Deviants TV)
- Chez Mimi
- Cosas de chicos (Spilled Milk)
- Cómo dibujar caricaturas (How to draw cartoons)
- Conéctate al Inglés (Connect with English)
- CRO
- Detrás de las Cámaras ¿Cómo se hizo Testigo Ocular?
- El Autobús Mágico (The Magic School Bus)
- El Cuerpo Humano
- El Mundo de Beakman (Beakman's World)
- El mundo de la Música
- English Express
- English Highway
- Escuadrón matemático (The Adventures of The AfterMath Crew)
- Erase una vez el hombre (Il était une fois l'homme)
- Erase una vez la vida (Il était une fois la vie)
- Extra en francés (Extra en français)
- Extra en inglés (Extra in English)
- Francés en Acción (French in Action)
- Fuera de Clase
- Garabatos (Doodle!)
- Hacia un nuevo estilo de vida
- Hecho en clase
- Héroes clásicos (Classic Heroes)
- Interacciones (Interactions)
- Laboratorio de Idiomas
- La Ciberbusca (Cyberchase)
- La Hora del Maestro
- Las Mil y Una Américas
- La Ruta Maya
- Los archivos de Eddie (The Eddie Files)
- Manos a la obra (Stuff TV Series 1997-2000)
- Mi Mundo (My World)
- Testigo Ocular (Eyewitness)
- Tiempos científicos The New York Times (The New York Times Science Times)
- Top en Francés
- Ultra-Misión (Sci Squad)
- Uno, Dos, ¡Ves!
- Zona de inglés (English Zone)
- Zona de inglés para niños (Kids English Zone)